# Legnagyobb talajgyorsulás
A legnagyobb talajgyorsulás (Peak ground acceleration, PGA) földrengéskor a talajszinten mért gyorsulás mértéke. Mértékegysége az 1 g. Fontos bemenő paraméter földrengésbiztos építmények tervezésénél.
A Richter- és az MMS-től eltérően a PGA nem az egész földrengés energiájának a mérőszáma, hanem azt határozza meg, hogy adott helyen mennyire erősen rengett a föld. Ebből a szempontból a Mercalli-skálához hasonló, de nem személyes megfigyeléseken vagy jelentéseken alapul, hanem műszeresen mérik, például gyorsulásmérőkkel. Jól korrelál a Mercalli-skála eredményeivel.
A legnagyobb vízszintes talajgyorsulás (peak horizontal acceleration, PHA) a mérnöki alkalmazásokban leggyakrabban használt mutató, építési szabályzatokban és tervezési kockázatkezelésben is használatos. A földrengés során az építményekben és az infrastruktúrában esett kár általában inkább köthető a föld mozgásához, mint a földrengés magnitúdójához. Mérsékelten nagy földrengéseknél a PGA jól korrelál a károk nagyságával; súlyosabb földrengéseknél a függőleges talajsebességgel (peak ground velocity, PGV) érdemesebb számolni.